# جوناثان ليغر
جوناثان ليغر (13 أبريل 1987 بلييج في بلجيكا - ) هو لاعب كرة قدم بلجيكي في مركز الوسط. شارك مع منتخب بلجيكا تحت 17 سنة لكرة القدم ومنتخب بلجيكا تحت 19 سنة لكرة القدم ومنتخب بلجيكا تحت 21 سنة لكرة القدم ومنتخب بلجيكا لكرة القدم. أما مع النوادي، فقد لعب مع تيريك غروزني وستاندارد لييج وكيه في ميخيلين ونادي أولمبياكوس ونادي بلاكبول ونادي رويال أندرلخت.

## وصلات خارجية
- جوناثان ليغر على موقع الاتحاد الأوربي (الإنجليزية)
- جوناثان ليغر على موقع الاتحاد البلجيكي (الإنجليزية)
- جوناثان ليغر على موقع اتحاد تركيا (لاعب) (الإنجليزية)
- جوناثان ليغر على موقع قاعدة بيانات كرة القدم.إي يو (الإنجليزية)
- جوناثان ليغر على موقع بيانات كرة القدم. دي إي (الألمانية)
- جوناثان ليغر على موقع ناشيونال فوتبول تيمز (الإنجليزية)
- جوناثان ليغر على موقع Soccerway.com (الإنجليزية)
- جوناثان ليغر على موقع عالم كرة القدم.نت (الإنجليزية)
- جوناثان ليغر على موقع AS.com (الإسبانية)